# Кабунгула Лав, Арсениу Себастьяну
Кабулунга Арсениу Себастьяну, также известен как Лав (порт. Arsénio Sebastião Cabúngula Love, род. 13 марта 1979, Луанда) — ангольский футболист, нападающий, тренер.

## Биография
Выступал за многие известные ангольские футбольные команды.
Многие годы выступал за национальную сборную Анголы. Первый матч за неё форвард сыграл в 2001 году. В 2006 году Лав в составе национальной команды участвовал в Чемпионате мира в Германии.